# Cây ăn thịt người

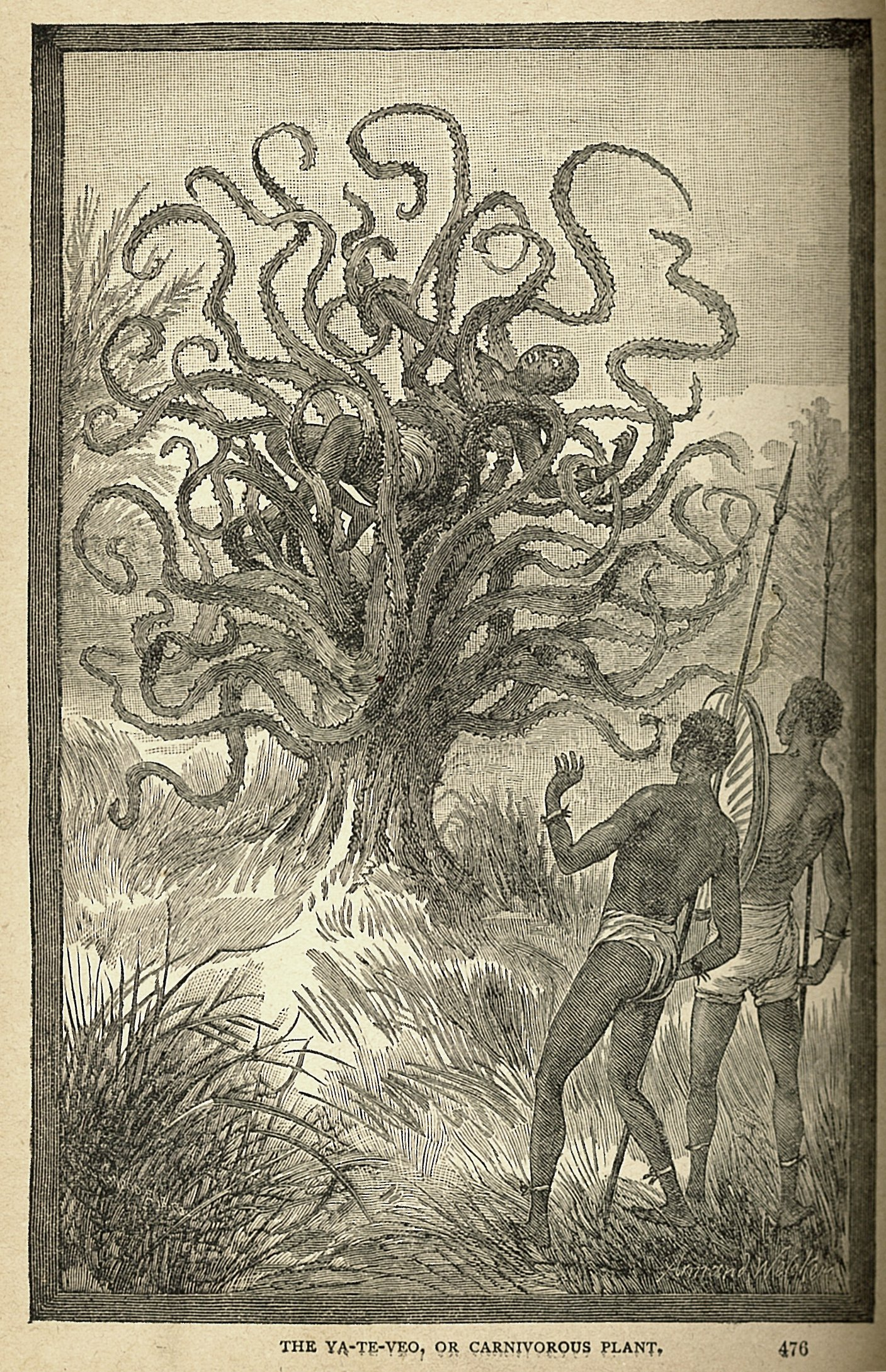
Phác họa về một cây ăn thịt người

Cây ăn thịt người là quan niệm của con người về các loài thực vật có khả năng ăn thịt con người cũng như những loài động vật lớn khác. Hình ảnh về cây ăn thịt người từ lâu đã là nỗi ám ảnh đối với nhiều người và được thổi phồng qua các tác phẩm văn học, điện ảnh.... Charles Robert Darwin cũng từng nghiên cứu về những loại cây có khả năng ăn thịt người.
Trên thực tế, cũng có một số loài cây lấy chất dinh dưỡng bằng cách trở thành cây ăn thịt (carnivorous plant). Tuy nhiên, phần lớn nạn nhân của chúng chỉ là côn trùng. Cây lấy chất dinh dưỡng từ xác những con vật xấu số đó để phát triển. Cây ăn thịt có khá nhiều loại, nhưng không có loại nào đủ lớn, cũng như đủ độc tố để giết chết và phân hủy một con người. Cho đến nay, loài cây ăn thịt lớn nhất đã được biết đến là cây Nepenthes rajah. Cây Nepenthes rajah có khả năng bẫy côn trùng lớn và thậm chí là cả những động vật nhỏ như chuột, cóc nhái, thằn lằn.

## Ở Madagascar
Theo một bài báo đăng trên tờ South Australian Register, cây ăn thịt người là một "đặc sản" của Madagascar và được người dân bộ tộc Mkodo ở đây tôn thờ như một linh vật đặc biệt.
Họ thường tổ chức lễ hiến sinh cho cây với lễ vật là các thiếu nữ trẻ. Khi bắt đầu buổi lễ, các thiếu nữ bị bắt uống thật nhiều nhựa cây. Sau đó, họ bị quẳng vào giữa bụi cây. Những chiếc lá chậm rãi vươn ra, phủ kín nạn nhân. Những chiếc tua dài gớm ghiếc xiết chặt lấy cô gái tội nghiệp. Càng giãy dụa thì chúng càng xiết chặt. Một vài ngày sau, người ta sẽ chỉ còn thấy xương của nạn nhân vướng trong đám tua chằng chịt.
Câu chuyện được mô tả sinh động kèm theo hình vẽ minh họa đã trở thành nỗi ám ảnh đối với bất cứ nhà thám hiểm nào đặt chân đến Madagascar. Một mặt, họ muốn được tận mắt chứng kiến sinh vật đáng sợ đó. Nhưng mặt khác, ai cũng lo sợ mình có thể trở thành nạn nhân của nó, vì nghe nói cái cây rất phàm ăn.